# Apostolische Kirche
Die Apostolische Kirche bzw. Apostolische Kirche – Urchristliche Mission ist eine evangelische und pfingstliche Freikirche, deren Ursprünge auf die Erweckungsbewegung von Wales 1904/05 zurückzuführen sind. Trotz der noch nicht lange währenden Existenz sieht sich die Freikirche in ihrem Glauben, ihrer Praxis und Führung als Neugründung der Apostolischen Urkirche.
Der Zweck der Apostolischen Kirche wurde von einem prominenten Schreiber der Kirche dargelegt:

Die Vergebung der Sünden durch den sühnenden Tod Christi bekannt zu machen; die Wassertaufe durch Eintauchen; die Taufe des Heiligen Geistes mit
folgenden Zeichen; Die neun Gaben des Heiligen Geistes; die fünf Gaben unseres auferstandenen Herrn; und die im Neuen Testament genannte
Vision, „Die Kirche, welche sein Leib ist“.

Die weltweite Vision bestätigt sich durch ein starkes missionarisches Anliegen. Die Bewegung, die in walisischsprachigen Dörfern von Südwales begonnen hatte, fand bis Ende des 20. Jahrhunderts über 6 Millionen Mitglieder in mehr als 70 Nationen. Die größte eigenständige Gebietskirche befindet sich in Nigeria mit mehr als 4,5 Millionen Mitgliedern und einer nationalen Versammlungshalle, die mehr als 100.000 Sitzplätze bietet.
Die internationale Versammlungstagung Ablaze UK (die ehemalige International Apostolic Convention) findet seit 1916 jährlich über die erste Woche im August statt. Bis 2002 war der Standort im Dorf Pen-y-groes, Camarthenshire festgelegt, seit dann in der Stadt Swansea.
Pen-y-groes ist Stätte der apostolischen Schule Apostolic Church School of Ministry (1933 als Apostolic Church International Bible School gegründet). Sie ist das älteste pfingstliche College in Großbritannien. Bis heute gibt es auch Bibelschulen in 11 anderen Ländern. In Deutschland betreut die Apostolische Kirche Gemeinden in Berlin und Uelzen.

## Kirchengeschichte
Am 5. November 1909 rief William Oliver Hutchinson die erste Pfingstkirche in Großbritannien ins Leben. Sie wurde bald zum Hauptquartier eines großen Netzwerks von Pfingstlerverbänden, bekannt als Apostolic Faith Church.
Pastor Daniel P. Williams, Gründer der „Apostolic Church“, wurde in der neuen Bewegung zum Apostel ausgerufen. 1916 trennten sich Williams und einige walisische Mitglieder, die später die „Apostolic Church of Wales“ (ACW) gründeten. Die beiden Gruppen haben sich seit 1916 lehrmäßig sehr unterschiedlich weiterentwickelt.
1917 schloss sich eine zweite Gruppe an, zentriert um Bermingham der „Apostolic Church of Wales“. Gleich im nächsten Jahr kam die „Burning Bush Pentecostal Congregation“ Glasgows in Gespräche mit der ACW, blieb aber unabhängig. Ebenfalls zur Kooperation mit der ACW entschloss sich noch im selben Jahr eine andere Gruppe aus Hereford, die sich „Apostolic Church“ nannte.
1920 lud Ben Fisher (Leiter einer unabhängigen Pfingstgemeinde in Belfast) Williams ein, seine Kirche zu betreuen. Durch diesen Anschluss zur ACW wurde die Gemeinde erstes Missionsfeld.
H. V. Chanter war Oberhaupt der Apostolic Church of God (ACG), einer großen Gruppe Pfingstgemeinden mit Hauptquartier in Bradford. 1921 wohnte Chanter der Weihnachtskonvention in Pen-y-groes, Wales bei. Eine Prophetie in Bradford verfügte den Oberhäuptern die walisischen Führer auf ein Treffen einzuladen. Sie trafen sich 1922 und arrangierten ein weiteres Treffen zu Ostern. Zu dieser Osterkonvention trafen sich die meisten Leiter der ACW-Gemeinden und die, welche ihnen beigetreten waren, in Bradford.
Die „Apostolische Kirche – Urchristliche Mission in Deutschland“ ist eine Gründung der „Apostolic Church of Wales“ und kam nach dem Zweiten Weltkrieg über Dänemark nach Deutschland.
Vier Hauptströmungen bildeten nun eine administrative Union:
- Die „Apostolic Church of Wales“ (Apostolische Kirche Wales)
- Die „Burning Bush Congregation“ (Brennender Busch Gemeinde)
- Die „Apostolic Church in Hereford“ (Apostolische Kirche in Hereford)
- Die „Apostolic Church of God“ (Apostolische Kirche Gottes)

Pen-y-groes wurde als Leitungshauptquartier angegeben, Glasgow als Finanzsitz und Bradford als Missionszentrum.

## Glaube und Theologie
Die Apostolische Kirche ist nicht Teil der „Einheit Pfingstbewegung“. Apostolic Church ist auch ein häufiger Begriff, der Kirchen und Gruppierungen innerhalb der Pfingstbewegung beschreibt. Diese Gruppierungen jedoch haben keine Verbindung zur Apostolischen Kirche, welche an der evangelikalen Lehre auf Dreieinigkeit Gottes und Taufe festhält.
Die theologischen Glaubensbekenntnisse der Apostolischen Kirche werden in ihren Verlautbarungen zum Glauben zusammengefasst, genannt „Grundsätze“ (engl. „Tenet“).
1. Die Einmaligkeit Gottes und die Dreieinigkeit seiner Personen.
2. Die völlige Verderbtheit der menschlichen Natur, die Notwendigkeit von Buße und Erneuerung und ewige „Verdammnis“ der schlussendlich Reuelosen.
3. Die Jungfrauengeburt, sündenfreies Leben, sühnenden Tod, triumphale Auferstehung, Himmelfahrt und beständige Fürbitte Jesu Christi: Seine Wiederkunft und tausendjähriges Reich auf Erden.
4. Die Rechtfertigung und Heiligung des Gläubigen durch das vollbrachte Werk Jesu Christi.
5. Die Taufe des Heiligen Geistes für Gläubige, mit folgenden Zeichen und die Wassertaufe Jesu Christi.
6. Die neun Gaben des Heiligen Geistes zur Erbauung, Ermahnung und Trost der Kirche, die der Leib Christi ist.
7. Die Sakramente der Taufe durch Untertauchen und des Heiligen Abendmahls.
8. Die göttliche Eingebung und Autorität der Heiligen Schrift.
9. Kirchenführung durch Apostel, Propheten, Evangelisten, Pastoren, Lehrer, Älteste und Diakone.
10. Die Möglichkeit des Gnadenabfalles.
11. Die bindende Beschaffenheit des Zehnten und Opfergaben.

Die Apostolische Kirche in Australien, Neuseeland und der „Ascension Fellowships International in USA“ gehen alle einer revidierten Form der Grundsätze („Tenets“) nach. Die Bedeutung eines Wortes kann sich über die Zeit subtil ändern. Deshalb wurde es notwendig, diese Grundsätze neu anzupassen. Die Anfügung „die Auferstehung des Gläubigen in einen unbestechlichen Körper“ wurde zur Zeit der Anfänge akzeptiert, nun aber ist ein klarer Ausdruck nötig. Die Ordnungsänderung sinnt einer in evangelikalen Kirchen häufigeren Fassung nach.
1. Der eine und lebendige Gott, äußerlich bestehend aus drei Personen in Einigkeit: Vater, Sohn und Heiliger Geist.
2. Die göttliche Eingebung und Autorität der Heiligen Schrift.
3. Die angeborene Verderbtheit des Menschen durch den Sündenfall; die Notwendigkeit der Buße und Erneuerung durch Gnade und Glauben allein, und die ewige Trennung von Gott des schlussendlich Reuelosen.
4. Die Jungfrauengeburt, sündenfreies Leben, sühnenden Tod, triumphale Wiederauferstehung, Himmelfahrt und beständige Fürbitte Jesu Christi: Seine Wiederkunft und tausendjähriges Reich auf Erden.
5. Die Rechtfertigung und Heiligung des Gläubigen durch das vollbrachte Werk Jesu Christi und die Auferstehung des Gläubigen in einen unbestechlichen Körper.
6. Die Verordnungen der Taufe durch Eintauchen und das Heilige Abendmahl.
7. Die Sicherheit des Gläubigen, wie er fortbesteht in Christo.
8. Die Taufe des Heiligen Geistes für Gläubige mit darauf folgenden Zeichen.
9. Die neun Gaben des Heiligen Geistes zur Erbauung, Ermahnung und Trost der Kirche, die der Leib Christi ist.
10. Kirchenführung durch Apostel, Propheten, Evangelisten, Pastoren, Lehrer, Älteste und Diakone.
11. Das Privileg und die Verantwortlichkeit dem Herrn den Zehnten und Opfergaben darzubringen.

## Ökumene
Die Apostolische Kirche sieht sich als eine von vielen durch Jesus beauftragten Kirchen neben anderen Institutionen. Sie hat nach eigener Erkenntnis den Auftrag, die von Gott empfangene Offenbarung über das Wesen der Gemeinde Jesu in konkretem Gemeindebau umzusetzen und zum Wachstum des Leibes Christi als Gemeinschaft aller Christen vor Ort beizutragen. Deshalb ist die Apostolische Kirche bemüht, auch zu anderen Gemeinschaften und Kirchen ein Verhältnis aufzubauen. Aufgrund der überkonfessionellen Einstellung sendet die Kirche auch Missionare in anderskonfessionelle Missionswerke.
Die Kirche gehört nicht der „Einheit Pfingstbewegung“ sowie auch nicht der Konfessionsgruppe der apostolischen Gemeinschaften. Sie ist als verbundenes Werk bei der Evangelische Allianz gelistet.

## „Equippers“ Netzwerk
„Equippers“ (deutsch: Ausrüster, im Sinne von „Menschen durch den Glauben an Jesus Christus fürs Leben ausrüsten“) bildet ein bedeutsames Netzwerk von Gemeinden innerhalb der Apostolischen Kirche Neuseelands. Diese Gemeindegründungsbewegung ist global in individuellen Gemeinden in Australien, Deutschland, Neuseeland, Tonga, Schweiz und dem Vereinigten Königreich aufgestellt.
Das Netzwerk steht unter dem Apostolat von Bruce und Helen Monk, das sich in der Hauptnetzwerkskirche in London befindet.